# The Ghost and Mrs. Muir (film)
The Ghost and Mrs. Muir is een Amerikaanse dramafilm uit 1947 onder regie van Joseph L. Mankiewicz. Het scenario is gebaseerd op de gelijknamige roman van de Amerikaanse auteur R.A. Dick. Destijds werd de film in Nederland uitgebracht onder de titel Mrs. Muir ziet spoken.

## Verhaal
De jonge weduwe Lucy Muir koopt een huis aan de kust van Engeland. Ze maakt er kennis met de geest van kapitein Gregg, de vorige bewoner van het pand. Hij faalt in zijn pogingen om Lucy Muir weg te jagen uit zijn woning. Zij sluiten vriendschap en er ontstaat zelfs een liefdesband tussen hen beiden. Als het geld van Lucy Muir opraakt, schrijft ze een roman die gebaseerd is op de lotgevallen van de oude zeekapitein.

## Rolverdeling
| Acteur         | Personage       |
| -------------- | --------------- |
| Gene Tierney   | Lucy Muir       |
| Rex Harrison   | Kapitein Gregg  |
| George Sanders | Miles Fairley   |
| Edna Best      | Martha Huggins  |
| Vanessa Brown  | Anna Muir       |
| Anna Lee       | Mevrouw Fairley |
| Robert Coote   | Mijnheer Coombe |
| Natalie Wood   | Anna Muir       |
| Isobel Elsom   | Angelica Muir   |
| Victoria Horne | Eva Muir        |

## Prijzen en nominaties
| Jaar | Prijs  | Categorie        | Genomineerde(n) | Uitslag     |
| ---- | ------ | ---------------- | --------------- | ----------- |
| 1947 | Oscars | Beste camerawerk | Charles Lang    | Genomineerd |